# Regering-Wekerle III

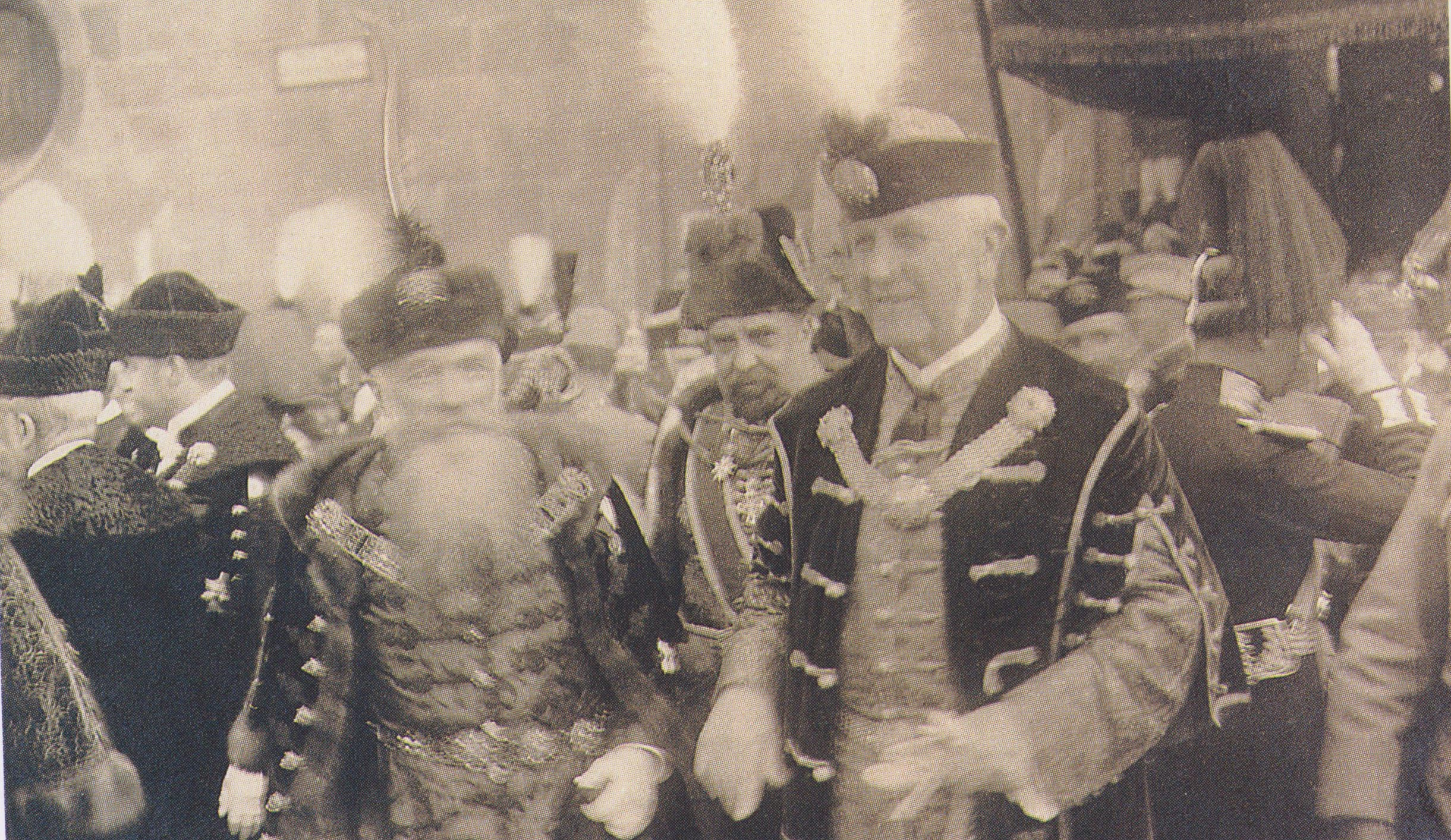
Sándor Wekerle (rechts) met andere regeringsleden op Sint-Stefansdag 1917. Links met baard staat Tivadar Batthyány.

De regering-Wekerle III was de regering geleid door Sándor Wekerle die Hongarije bestuurde van augustus 1917 tot 31 oktober 1918. Wekerle nam alle regeringsleden over van de regering-Esterházy.

## Geschiedenis
Wekerle's derde regering zag het verlies van de oorlog met lede ogen aan en wilde vrede sluiten met de Entente en haar bondgenoten. Aangezien de regering slechts een speelbal was van de internationale ontwikkelingen en het verloop van de oorlog, slaagde ze er niet in belangrijke problemen op te lossen. 
De regering ontwierp een wet op het algemeen stemrecht, die echter werd verworpen door de leden van het Huis van Afgevaardigden, die ervoor vreesden bij volgende verkiezingen niet meer verkozen te geraken. De publieke opinie kantte zich sterk tegen de overheid en uiteindelijk trad Wekerle af tijdens de Asterrevolutie.

## Samenstelling
| Functie en bevoegdheden                                     | Naam                        | Termijn                              |  | Partij                                                   |
| ----------------------------------------------------------- | --------------------------- | ------------------------------------ |  | -------------------------------------------------------- |
| Premier                                                     | Sándor Wekerle              | 20 augustus 1917 – 30 oktober 1918   |  | Grondwetpartij van '48                                   |
| Premier                                                     | János Hadik                 | 30 oktober 1918 – 31 oktober 1918    |  | Nationale Grondwetpartij                                 |
| Minister van Binnenlandse Zaken                             | Gábor Ugron                 | 23 augustus 1917 – 25 januari 1918   |  | Nationale Grondwetpartij                                 |
| Minister van Binnenlandse Zaken                             | János Tóth                  | 25 januari 1918 – 8 mei 1918         |  | Onafhankelijkheidspartij                                 |
| Minister van Binnenlandse Zaken                             | Sándor Wekerle (waarnemend) | 8 mei 1918 – 31 oktober 1918         |  | Nationale Grondwetpartij                                 |
| Minister van Financiën                                      | Gusztáv Gratz               | 23 augustus 1917 – 16 september 1917 |  | Nationale Arbeidspartij                                  |
| Minister van Financiën                                      | Sándor Wekerle (waarnemend) | 16 september 1917 – 11 februari 1918 |  | Nationale Grondwetpartij                                 |
| Minister van Financiën                                      | Sándor Popovics             | 11 februari 1918 – 31 oktober 1918   |  | Nationale Grondwetpartij                                 |
| Minister van Justitie                                       | Károly Grecsák              | 23 augustus 1917 – 25 januari 1918   |  | partijloos                                               |
| Minister van Justitie                                       | Vilmos Vázsonyi             | 25 januari 1918 – 8 mei 1918         |  | Democratische Burgerpartij                               |
| Minister van Justitie                                       | Gusztáv Tőry                | 8 mei 1918 – 31 oktober 1918         |  | ?                                                        |
| Minister van Defensie                                       | Sándor Szurmay              | 23 augustus 1917 – 31 oktober 1918   |  | partijloos                                               |
| Minister van naast de Koning                                | Aladár Zichy                | 23 augustus 1917 – 31 oktober 1918   |  | Katholieke Volkspartij                                   |
| Minister van Godsdienst en Onderwijs                        | Albert Apponyi              | 23 augustus 1917 – 8 mei 1918        |  | Onafhankelijkheidspartij                                 |
| Minister van Godsdienst en Onderwijs                        | János Zichy                 | 8 mei 1918 – 31 oktober 1918         |  | Nationale Arbeidspartij                                  |
| Minister van Landbouw                                       | Béla Mezőssy                | 23 augustus 1917 – 25 januari 1918   |  | Onafhankelijkheidspartij                                 |
| Minister van Landbouw                                       | Sándor Wekerle (waarnemend) | 25 januari 1918 – 11 februari 1918   |  | Nationale Grondwetpartij                                 |
| Minister van Landbouw                                       | Béla Serényi                | 11 februari 1918 – 31 oktober 1918   |  | Nationale Arbeidspartij                                  |
| Minister van Handel                                         | Béla Serényi                | 23 augustus 1917 – 25 januari 1918   |  | Nationale Arbeidspartij                                  |
| Minister van Handel                                         | József Szterényi            | 25 januari 1918 – 31 oktober 1918    |  | Nationale Grondwetpartij                                 |
| Minister van Kroatisch-Slavoons-Dalmatische Aangelegenheden | Károly Unkelhäusser         | 23 augustus 1917 – 31 oktober 1918   |  | ?                                                        |
| Minister van Voedselvoorziening                             | János Hadik                 | 23 augustus 1917 – 25 januari 1918   |  | Nationale Grondwetpartij                                 |
| Minister van Voedselvoorziening                             | Lajos Windisch-Graetz       | 25 januari 1918 – 25 oktober 1918    |  | partijloos, maar wel lid van de Nationale Grondwetpartij |
| Minister zonder portefeuille (economische transitie)        | Béla Földes                 | 23 augustus 1917 – 8 mei 1918        |  | Onafhankelijkheidspartij                                 |
| Minister zonder portefeuille (welzijn en arbeid)            | Tivadar Batthyány           | 23 augustus 1917 – 25 januari 1918   |  | Onafhankelijkheidspartij (Károlyi)                       |
| Minister zonder portefeuille (stemrecht)                    | Vilmos Vázsonyi             | 23 augustus 1917 – 25 januari 1918   |  | Democratische Burgerpartij                               |
| Minister zonder portefeuille                                | Móric Esterházy             | 23 augustus 1917 – 8 mei 1918        |  | partijloos                                               |